# Poteaux d'angle
Poteaux d'angle est un court recueil d'aphorismes par Henri Michaux, publié en 1978 aux Éditions Fata Morgana. La première partie de ce texte avait été publiée par Dominique de Roux, à l'Herne, en 1971.
De par sa concision, la récurrence organisée de ses motifs et le thème de ses maximes (centrées sur la force du libre arbitre chez l'individu, et l'existence prise comme une suite de choix individuels et volontaires), il est considéré, par Michaux comme par ses lecteurs, comme une de ses œuvres les plus importantes. 

## Extraits
"C'est à un combat sans corps qu'il faut te préparer, tel que tu puisses faire front en tous cas, combat abstrait qui, au contraire des autres, s'apprend par rêverie." (premier aphorisme)
"Faute de soleil, sache mûrir dans la glace." (aphorisme utilisé en 2019 dans le métro parisien dans le cadre de la campagne "poèmes dans le métro")